# Carrie (novela)
Carrie es la primera novela publicada por el escritor estadounidense Stephen King, en 1974.
Es uno de los libros más censurados en las escuelas de EE. UU. y la película incluso estuvo prohibida en Finlandia. La mayor parte del libro está escrito con una estructura epistolar en forma de recortes de noticias, cartas, extractos de libros, etc.
A pesar de ser la primera obra publicada por King y la que lo lanzó a la fama, no fue la primera que escribió. En 1976, el director de cine Brian De Palma rodó la primera película basada en la novela protagonizada por Sissy Spacek, por la que recibió una nominación al Óscar. En 2013 sacó su cuarta adaptación protagonizada por Chloë Grace Moretz y Julianne Moore.

## Contexto

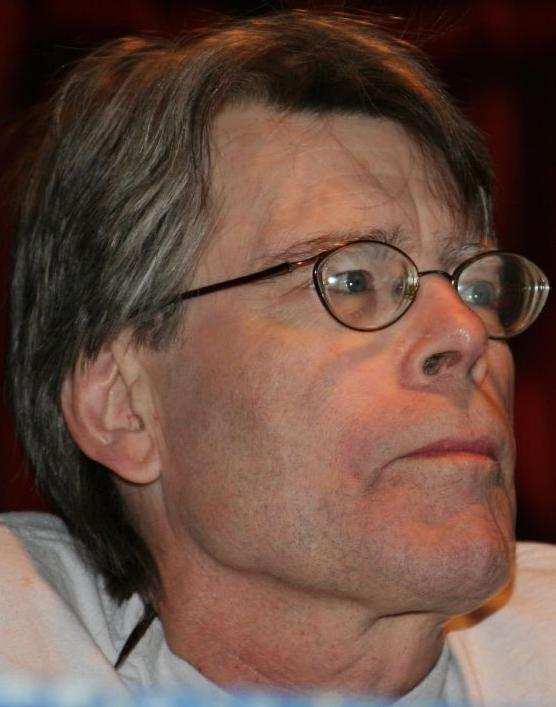
El escritor Stephen King, autor de la novela.

Esta novela fue la cuarta escrita por Stephen King, pero fue la primera en publicarse. La escribió mientras vivía en un remolque en Hermon, Maine, en la máquina de escribir portátil de su esposa, Tabitha. Comenzó siendo una historia corta para la revista Cavalier, pero King tiró las primeras cuatro páginas del manuscrito a la basura. Sobre esta época King recuerda:

"Una mujer dijo, 'Escribes tantas cosas sobre hombres, pero no puedes escribir sobre mujeres.' Yo dije 'No me asustan las mujeres. Podría escribir sobre ellas si quisiera.' Entonces se me ocurrió la idea de una historia sobre un incidente entre mujeres, una de ellas telequinética. Las otras chicas la molestan y cuando le llega su menstruación las hormonas desatan sus poderes destructivos sobre la gente a su alrededor... Escribí la escena en las duchas, pero la odié y la deseché."

Su esposa, Tabitha King, recogió las páginas y le obligó a que terminara la historia. Siguió el consejo de su esposa y la historia se expandió hasta convertirse en novela. King dijo "Continué porque no tenía nuevas ideas... En mi opinión estaba escribiendo el peor libro de la historia." Según los comentarios de la película de 1976, el personaje de Carrie White está basado en dos chicas que eran maltratadas en la escuela a la que él iba, una de las cuales tenía una madre sumamente religiosa. King se preguntaba cómo sería tener una madre así. La historia misma se basó en el cuento invertido de la Cenicienta. 
La otra joven fue a la escuela con King cuando vivía en Durham, Maine. King recuerda, en una entrevista con Charles L. Grant para la revista Twilight Zone (abril de 1981)

"Ella era una niña muy particular que provenía de una familia muy peculiar. Su madre no era una fanática religiosa como la madre de Carrie, era una fanática del juego... La chica tenía sólo un cambio de ropa para todo el año escolar, y todos los otros niños se burlaban de ella. Recuerdo muy bien un día que vino a la escuela con un nuevo traje que había comprado ella misma. Había cambiado falda negra y su blusa blanca por una blusa colorida y una falda a la moda. Y todos empezaron a burlarse más de ella, porque nadie quería verla con otro estilo."

King le dijo a su biógrafo, George Beahm, que la chica «se casó con un hombre tan extraño como ella, tuvieron hijos y al final, se suicidó».
Los poderes telequinéticos de Carrie fueron el resultado de una temprana investigación de King sobre el tema. King, además, estuvo un corto tiempo trabajando como profesor de inglés en la Academia Hampden, un trabajo que, posteriormente, dejó después de recibir el pago por la publicación de Carrie. Se cree que se inspiró en su época como profesor para escribir el libro. En el momento de la publicación, King trabajaba como profesor en la Academia Hampden y apenas ganaba 6400 dólares al año. Para reducir sus gastos, tuvo que cortar el contrato que tenía con la compañía de teléfonos. Por eso, cuando King recibió la respuesta de que el libro había sido seleccionado para su publicación, su teléfono estaba fuera de servicio. El editor de Doubleday, William Thompson (quien se convertiría en amigo íntimo de King), le envió un telegrama que decía: «CARRIE OFICIALMENTE UN LIBRO DOUBLEDAY. AVANCE DE $2500. FELICITACIONES, CHICO - EL FUTURO ESTÁ ADELANTE, BILL». New American Library compró los derechos para la publicación del libro en versión rústica por 400 000 dólares, que, según el contrato de King con Doubleday, debían ser repartidos entre ellos.
King recuerda que Carrie fue escrita después de El bebé de Rosemary, pero antes de El exorcista, quien realmente abrió el campo de este tipo de género. «Yo no esperaba mucho de Carrie. Pensaba ¿Quién querría leer un libro sobre una pobre chica con problemas menstruales? No podía creer que yo lo había escrito». El libro está dedicado a su esposa, Tabitha: «Esto es para Tabby, que me metió en esto - y me ayudó a salir».
Carrie se publicó en EE. UU. el 5 de abril de 1974, con una primera tirada de 30.000 ejemplares por un precio de 5.95 dólares. La versión en tapa dura vendió cerca de 13000 ejemplares, mientras que la rústica, publicada un año más tarde, vendió más de un millón de copias en su primer año. La película de Brian De Palma se estrenó diez semanas después de que el segundo libro de King, El misterio de Salem's Lot, fuese publicado en ese mismo año.

## Argumento
El libro usa falsos documentos para situar uno de los peores desastres en la historia norteamericana: la destrucción del pueblo de Chamberlain, Maine, a manos de la estudiante de instituto Carrietta "Carrie" White.
Durante años, Carrie ha sido maltratada en su casa por su inestable madre, Margaret White, fanática religiosa. En el instituto las cosas no van mucho mejor: ha sido una paria desde el primer año y objeto de acoso escolar debido a sus creencias religiosas y su ropa pasada de moda. Al principio de la novela, Carrie tiene su primera regla (menstruación) mientras se ducha tras la clase de gimnasia. Se asusta y cree que se está desangrando, ya que su madre nunca le habló de la menstruación. En lugar de compadecerse de la aterrada Carrie, sus compañeras comienzan a reírse de ella arrojándole compresas y tampones. Mientras la profesora de gimnasia, Rita Desjardin, la ayuda, una bombilla se quema encima de ellas.
Al día siguiente, Desjardin regaña duramente al resto de las chicas y las castiga a una semana de ejercicio en el gimnasio por las tardes. Una de las chicas, Chris Hargensen, se niega a cumplir el castigo, por lo que es expulsada durante tres días y se le prohíbe la entrada al baile de graduación. Sue Snell, otra chica que participó en el incidente de la ducha, siente remordimientos y se ofrece a ser su amiga. Mientras tanto, Carrie descubre que tiene poderes telequinéticos y trata de mantenerlos bajo control. Con la fecha del baile acercándose, Sue empareja a Carrie con su atractivo novio, Tommy Ross. La madre de Carrie trata de forzarla a no ir, pero ella usa sus poderes para valerse por sí misma.
Chris y su novio, Billy Nolan, trazan un plan para humillar a Carrie frente a todo el instituto. Billy llena dos cubos con sangre de cerdo y los cuelgan encima del escenario, escondidos en una plataforma fuera de vista. La noche del baile, su madre atormenta a Carrie para que no vaya, pero ella va con Tommy de todas formas. Está nerviosa al principio, pero todo el mundo comienza a tratarla como a una más. Pronto comienza a disfrutar y Tommy empieza a sentirse atraído por ella. Entre tanto, Sue se preocupa por lo que está pasando en el baile y al mismo tiempo, por si está embarazada pero al parecer, a ella le da igual y se suicida después de unos meses.
Tommy y Carrie son elegidos rey y reina del baile después de una triquiñuela de Chris para falsificar los votos. Cuando están en el escenario, Chris les empapa con la sangre de cerdo mientras todo el mundo, incluida Desjardin, señala y se ríe. Uno de los cubos también cae sobre la cabeza de Tommy, hiriéndole mortalmente. Carrie huye por ello del escenario. Contemplando su vida en aislamiento, Carrie se acuerda de su poder y vuelve para vengarse de todos los que la han atormentado. Cierra las puertas y enciende el sistema de aspersores, pero tras ver a dos chicos morir por electrocución, su mente revienta y decide incendiar el gimnasio y deja dentro a todos los que habían ido al baile, incluido Tommy. Muy pocos consiguen escapar por la salida de incendios. Carrie decide luego desatar su ira reprimida sobre Chamberlain: vuela una estación de gasolina, el centro de la ciudad e incendia todo su barrio. También destruye todas las bocas de incendio para prevenir los intentos de apagar el fuego. Va a una iglesia y reza mientras manipula las líneas eléctricas, matando a varios civiles cercanos. En medio de aquella carnicería, y por medio de sus poderes psíquicos, Carrie envía un mensaje mental a todos los habitantes del pueblo, así la conociesen o no, para asegurarse de que supieran que ella había sido la autora de toda esa destrucción.
Finalmente regresa a casa para enfrentarse a su madre, pues en el fondo sabe de sus intenciones para matarla, bajo la creencia de que por haber ido al baile, Carrie ha sido poseída por el demonio y debe de ser destruida. Durante la confrontación, Margaret distrae a Carrie contándole acerca sobre su concepción; dando a entender que pudo haber sido producto de una violación marital. Tras contar su historia, Margaret apuñala a Carrie con un cuchillo de cocina, pero logra esquivarlo lo suficiente para que termine enterrado en su hombro. Carrie se defiende provocándole mentalmente a su madre un paro cardiaco. Herida de muerte y desangrándose lentamente, Carrie camina hacia la estación donde fue concebida. En ese mismo momento, ella ve a Chris y Billy irse, habiendo sido informados de la destrucción por uno de los amigos de este. Después de que Billy intenta atropellar a Carrie, ella mentalmente toma el control de su auto y lo envía a toda velocidad contra una pared, matándolos a ambos.
Sue, quien ha estado siguiendo la "transmisión" de Carrie, finalmente la encuentra colapsada en el estacionamiento, sangrando por la herida del cuchillo y agonizando. Los dos tienen una breve conversación telepática en la que Carrie se da cuenta de que Sue es inocente de aquella broma que le jugaron y que nunca ha sentido una animosidad real hacia ella. Carrie la perdona y luego muere, llorando por su madre.
440 personas murieron esa noche. Chamberlain es declarada por el gobierno como una zona de emergencia y, a pesar de que se destinan fondos para reconstruir la ciudad y su zona comercial, sus habitantes no se pueden recuperar del desastre y gradualmente comienzan a abandonar el lugar, resignados a que se convierta en una ciudad fantasma, cuya única atracción es el horrible acontecimiento que ocurrió allí. Miss Desjardin y el director de la escuela renuncian a sus puestos debido a la culpa que sienten por lo que pasó. En un intento por explicar lo ocurrido, el gobierno de Maine lanza una comisión investigadora, la "Comisión White", y tras interrogar a varios sobrevivientes del desastre, incluida la propia Sue, concluye que, si bien hubo una presencia paranormal que detonó cambios dentro de Carrie, lo sucedido con ella fue un incidente aislado y es poco probable que se pueda repetir.
Mientras tanto, en Tennessee, una mujer le escribe entusiastamente a su hermana en Georgia sobre cómo su pequeña hija está exhibiendo sus habilidades telequinéticas y como estas le recuerdan a su abuela, que también las tenía.

## Personajes
| - Carrietta N. White/Carrie - Margaret White - Sue Snell - Tommy Ross - Christine "Chris" Hargensen - Billy Nolan - Sra. Rita Desjardin - Agente Thomas G. Mearton - Sr. Morton - Tina Blake - Norma Watson - Rachel Spies - Lila Grace - Mayra - Donna Thibodeau - Fern Thibodeau - Frieda Jackson - Jessica Upshaw - Ruth Gogan - Josie Vreck - Helen Shyres - Alice - Henry Trennant - John Brigham - Judith Brigham | - Ralph White - Mary - Roy Evarts - George Dawson - John Hargensen - Sr. Grayle - Sr. Stephen - George Chizmar - Peter - Cora Wilson - Sra. Snell - Freddy Holt - Kathie O'Shea - Miss Geer - Irwin Henty - Rhonda Wilson - Kenny Garson - Sr. Downer - John Swithen - Maureen-Cowan - Sr. Lublin - Sra. Lublin - Vic Moneey* |

## Adaptaciones
- Se hizo una película en 1976, basada en la novela. Fue dirigida por Brian De Palma y escrita por Lawrence D. Cohen. Fue protagonizada por Sissy Spacek como Carrie White, y Piper Laurie como Margaret.[4] Ambas recibieron nominaciones a los Premios de la Academia por Actriz principal y Actriz de reparto respectivamente.[5]
- En 1988 se hizo un musical en Broadway, protagonizado por Betty Buckley, Linzi Hateley y Darlene Love. Cerró después de sólo cinco puestas en escena y 16 previsualizaciones. Es visto como uno de los más grandes desastres de Broadway. En 2012 se hizo una versión renovada, que fue desde entonces un éxito.[6]
- En 1999 se hizo una secuela titulada Carrie 2: La ira (The Rage: Carrie 2). En esta película el padre de Carrie se había vuelto a casar y tuvo otra hija telequinética, llamada Rachel Lang (interpretada por Emily Bergl). Sue Snell, la única sobreviviente del baile de graduación, aparece aquí como una consejera escolar.
- En 2002 se realizó una película para TV. Protagonizada por Angela Bettis, Emilie de Ravin y Patricia Clarkson, es más fiel al libro original que la adaptación de Brian De Palma.[7]
- El dramaturgo Erik Jackson obtuvo el consentimiento de Stephen King para realizar una obra, la cual se estrenó en 2006 con el imitador de mujeres Keith Levy (conocido como Sherry Vine) en el papel principal.
- En 2013 se estrenó la cuarta adaptación de la  Carrie de Stephen King. Está protagonizada por Chloë Grace Moretz como Carrie White, y Julianne Moore como su madre, Margaret White. La película se estrenó el 18 de octubre de 2013 en Estados Unidos.[8]
- En diciembre de 2019, Collider informó que se estaba desarrollando una nueva adaptación, una miniserie, en FX y MGM Television.
- En octubre de 2024, se anunció que Mike Flannagan dirigiría una adaptación televisiva de la novela con Amazon MGM Studios.[9] En abril de 2025, se le dio luz verde al proyecto.[10]
- La obra teatral Superpoder, de Marc Egea, especula en clave de comedia acerca de las circunstancias que llevaron a Stephen King a escribir Carrie y El resplandor.